# AGF Fodbold
O AGF Fodbold é um clube de futebol da Dinamarca, da cidade de Aarhus.

## Elenco atual
Atualizado em 18 de dezembro de 2023.